# Cristian Tănase
Cristian Tănase (né le 18 février 1987 à Pitești dans le Județ d'Argeș) est un footballeur international roumain, qui joue au poste de milieu polyvalent (il peut jouer comme ailier droit, ailier gauche ou milieu offensif).

## Carrière
Cristian Tănase commence sa carrière de footballeur lors de l'été 2003 au FC Argeș Pitești où avec son équipe il monte en Liga 1. Il est ensuite en 2006 prêté un an au CS Mioveni afin de s'aguerrir.
Après plusieurs bonnes saisons avec l'équipe du FC Argeș Pitești, il est appelé en sélection nationale lors d'un match amical contre la Géorgie le 19 novembre 2008 au Stade Dinamo à Bucarest.
Le 6 août 2009, Cristian chosit de franchir un palier en signant au Steaua Bucarest pour une durée de cinq ans et une indemnité de transfert de 1,8 million d'euros malgré de nombreuses offres de grands clubs étrangers (Juventus, Fiorentina ou VfB Stuttgart). Il marque son premier but en faveur du Steaua le 13 décembre 2009 lors d'une victoire 3-2 de son équipe contre le FC Internațional Curtea de Arges. 
Le 1er avril 2009, il marque son premier but en faveur de l'équipe de Roumanie lors de la défaite 2-1 de son équipe contre l'Autriche pour les qualifications à la Coupe du monde de football 2010 à la Hypo Arena. 
Il est le capitaine du Steaua Bucarest lors de la saison 2010-2011.

## Palmarès

### Titres remportés en club
Steaua Bucarest
- Championnat de Roumanie (3)
  - 2013, 2014 et 2015.
- Coupe de Roumanie (1)
  - 2011.
- Supercoupe de Roumanie (1)
  - 2013.
- Coupe de la Ligue roumaine (1)
  - 2015.